# Клеопатра (сестра Александра Македонского)
Клеопа́тра (др.-греч. Κλεοπάτρα; ок. 354 — ок. 308 до н. э.) — дочь македонского царя Филиппа II и Олимпиады, родная сестра Александра Македонского.
В 336 году до н. э. Клеопатру выдали замуж за дядю, царя Эпира Александра Молосского. Во время свадебных торжеств был убит отец Клеопатры Филипп II. После гибели мужа в 331 году до н. э. во время войны в Италии Клеопатра стала фактической правительницей Эпира. После смерти брата в 323 году до н. э. она вместе с матерью Олимпиадой включилась в борьбу за перераспределение власти в Македонской империи. Свадьба с дочкой Филиппа II и сестрой Александра могла существенно усилить притязания на власть любого из диадохов. Одним из женихов Клеопатры был регент Македонской империи Пердикка. Свадьба не состоялась, так как он был убит своими же военачальниками. Вследствие многочисленных интриг Клеопатра покинула Эпир и переехала в Сарды, где после смерти Пердикки оказалась почётной пленницей.
В 308 году до н. э. Клеопатра совершила неудачную попытку бежать к Птолемею. Согласно античной традиции, после этого её убили по прямому приказу Антигона. Чтобы отвести от себя подозрения, военачальник приказал провести роскошные похороны Клеопатры и оказать соответствующие её статусу почести.

## Биография

### Происхождение. Ранние годы
|       |       |       |       |       |       |  |  | Алкет I      |              |              |              |              |              |                    |                    |                    |                    |                    |                    |           |           |                       |                       |                       |                       |                       |                       |                       |                       |  |  |  |  |  |  |  |  |  |  |  |  |  |  |
|       |       |       |       |       |       |  |  |              |              |              |              |              |              |                    |                    |                    |                    |                    |                    |           |           |                       |                       |                       |                       |                       |                       |                       |                       |  |  |  |  |  |  |  |  |  |  |  |  |  |  |
|       |       |       |       |       |       |  |  |              |              |              |              |              |              |                    |                    |                    |                    |                    |                    |           |           |                       |                       |                       |                       |                       |                       |                       |                       |  |  |  |  |  |  |  |  |  |  |  |  |  |  |
| Арриб | Арриб | Арриб | Арриб | Арриб | Арриб |  |  |              |              |              |              |              |              | Неоптолем I        | Неоптолем I        | Неоптолем I        | Неоптолем I        | Неоптолем I        | Неоптолем I        |           |           | Аминта III            | Аминта III            | Аминта III            | Аминта III            | Аминта III            | Аминта III            |                       |                       |  |  |  |  |  |  |  |  |  |  |  |  |  |  |
| Арриб | Арриб | Арриб | Арриб | Арриб | Арриб |  |  |              |              |              |              |              |              | Неоптолем I        | Неоптолем I        | Неоптолем I        | Неоптолем I        | Неоптолем I        | Неоптолем I        |           |           | Аминта III            | Аминта III            | Аминта III            | Аминта III            | Аминта III            | Аминта III            |                       |                       |  |  |  |  |  |  |  |  |  |  |  |  |  |  |
|       |       |       |       |       |       |  |  |              |              |              |              |              |              |                    |                    |                    |                    |                    |                    |           |           |                       |                       |                       |                       |                       |                       |                       |                       |  |  |  |  |  |  |  |  |  |  |  |  |  |  |
| Эакид | Эакид | Эакид | Эакид | Эакид | Эакид |  |  |              |              |              |              |              |              | Олимпиада Эпирская | Олимпиада Эпирская | Олимпиада Эпирская | Олимпиада Эпирская | Олимпиада Эпирская | Олимпиада Эпирская |           |           | Филипп II Македонский | Филипп II Македонский | Филипп II Македонский | Филипп II Македонский | Филипп II Македонский | Филипп II Македонский |                       |                       |  |  |  |  |  |  |  |  |  |  |  |  |  |  |
| Эакид | Эакид | Эакид | Эакид | Эакид | Эакид |  |  |              |              |              |              |              |              | Олимпиада Эпирская | Олимпиада Эпирская | Олимпиада Эпирская | Олимпиада Эпирская | Олимпиада Эпирская | Олимпиада Эпирская |           |           | Филипп II Македонский | Филипп II Македонский | Филипп II Македонский | Филипп II Македонский | Филипп II Македонский | Филипп II Македонский |                       |                       |  |  |  |  |  |  |  |  |  |  |  |  |  |  |
|       |       |       |       |       |       |  |  |              |              |              |              |              |              |                    |                    |                    |                    |                    |                    |           |           |                       |                       |                       |                       |                       |                       |                       |                       |  |  |  |  |  |  |  |  |  |  |  |  |  |  |
|       |       |       |       |       |       |  |  |              |              |              |              |              |              |                    |                    |                    |                    |                    |                    |           |           |                       |                       |                       |                       |                       |                       |                       |                       |  |  |  |  |  |  |  |  |  |  |  |  |  |  |
| Пирр  | Пирр  | Пирр  | Пирр  | Пирр  | Пирр  |  |  | Александр I  | Александр I  | Александр I  | Александр I  | Александр I  | Александр I  |                    |                    | Клеопатра          | Клеопатра          | Клеопатра          | Клеопатра          | Клеопатра | Клеопатра |                       |                       | Александр Македонский | Александр Македонский | Александр Македонский | Александр Македонский | Александр Македонский | Александр Македонский |  |  |  |  |  |  |  |  |  |  |  |  |  |  |
| Пирр  | Пирр  | Пирр  | Пирр  | Пирр  | Пирр  |  |  | Александр I  | Александр I  | Александр I  | Александр I  | Александр I  | Александр I  |                    |                    | Клеопатра          | Клеопатра          | Клеопатра          | Клеопатра          | Клеопатра | Клеопатра |                       |                       | Александр Македонский | Александр Македонский | Александр Македонский | Александр Македонский | Александр Македонский | Александр Македонский |  |  |  |  |  |  |  |  |  |  |  |  |  |  |
|       |       |       |       |       |       |  |  |              |              |              |              |              |              |                    |                    |                    |                    |                    |                    |           |           |                       |                       |                       |                       |                       |                       |                       |                       |  |  |  |  |  |  |  |  |  |  |  |  |  |  |
|       |       |       |       |       |       |  |  |              |              |              |              |              |              |                    |                    |                    |                    |                    |                    |           |           |                       |                       |                       |                       |                       |                       |                       |                       |  |  |  |  |  |  |  |  |  |  |  |  |  |  |
|       |       |       |       |       |       |  |  | Неоптолем II | Неоптолем II | Неоптолем II | Неоптолем II | Неоптолем II | Неоптолем II |                    |                    | Кадмея             | Кадмея             | Кадмея             | Кадмея             | Кадмея    | Кадмея    |                       |                       |                       |                       |                       |                       |                       |                       |  |  |  |  |  |  |  |  |  |  |  |  |  |  |

Клеопатра родилась в семье македонского царя Филиппа II от одной из его жён Олимпиады между 355 и 353 годами до н. э. Первым ребёнком Олимпиады и, соответственно, старшим братом Клеопатры был Александр Македонский, который родился в 356 году до н. э.
Клеопатра выросла в столице Македонии Пелле и осталась там, когда её мать Олимпиада, получив развод от Филиппа II, уехала на свою родину в горное балканское царство Эпир на границе с Грецией и Македонией. Эпиром правил ставленник Филиппа II, царь Александр I Эпирский (или Александр Молосский), который приходился братом Олимпиаде. В 336 году до н. э., когда, видимо, Клеопатра стала совершеннолетней, Филипп решил из политических соображений выдать её за дядю, 34-летнего царя Александра Молосского. Диодор Сицилийский писал, что при организации свадебных торжеств в Эгах Филипп II запланировал мусические состязания и щедрые пиры для гостей. Свадебная церемония была превращена в международный фестиваль и панэллинский праздник, что являлось инновацией для Македонии. Филипп II воспользовался событием для подчёркивания божественного происхождения дома Аргеадов, величия и силы Македонии, а также отсутствия противоречий в царской семье. Во время свадебных торжеств произошло убийство Филиппа II, и на трон Македонии взошёл брат Клеопатры Александр. Раннехристианский автор Павел Орозий отмечал кровосмесительный характер брака дяди Александра Молосского на племяннице Клеопатре и назвал свадьбу позором.
Клеопатра с мужем отправилась в Эпир, где родила двух детей, сына Неоптолема и дочь Кадмею. Возможно, Кадмея родилась в 335 году до н. э. и была названа в честь победы Александра при Фивах (Кадм был мифологическим основателем этого города). По одной из версий, Неоптолем и Кадмея были детьми не Клеопатры и Александра, а кого-то из царствующей династии эпирских царей Пирридов.

### Правительница Эпира

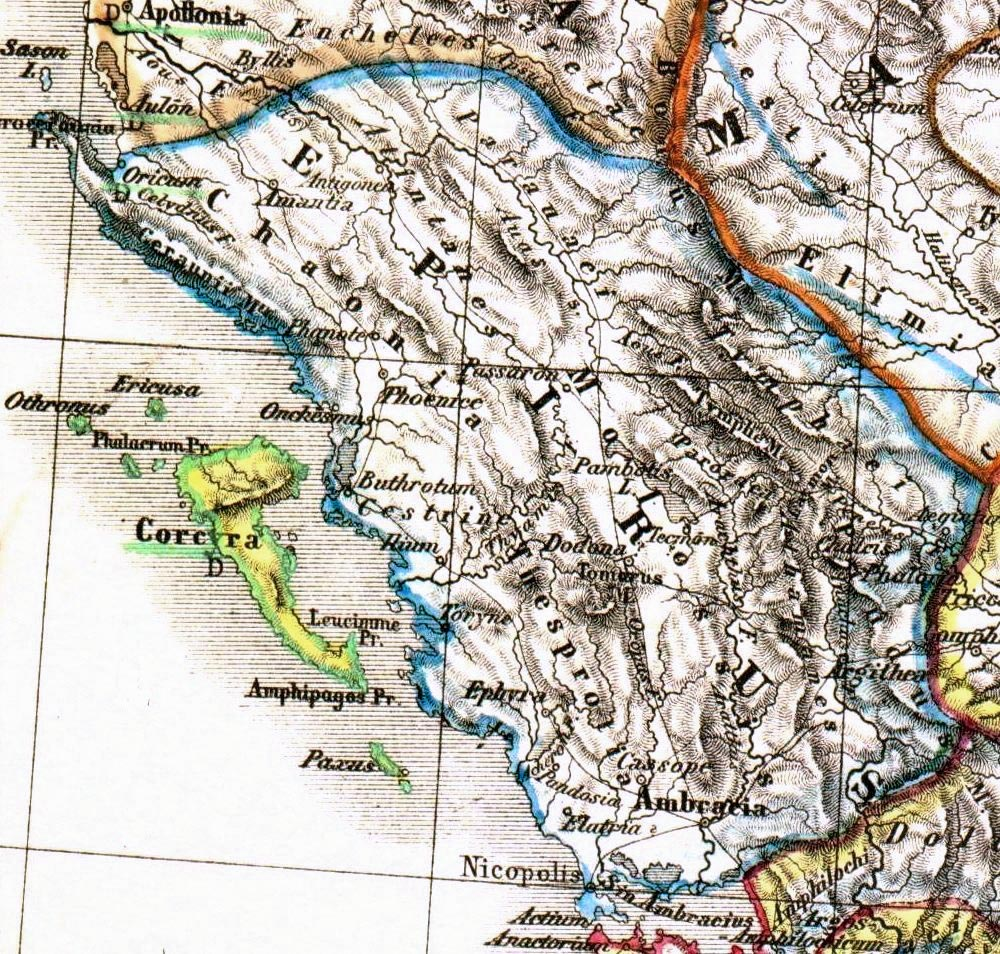
Ориентировочные границы Эпира

Когда Александр Македонский в 334 году до н. э. двинул свою армию в Азию, другой Александр, царь Эпира, отправился в поход на запад в Италию, оставив Клеопатру править дома. Её имя значится в надписи из Кирен как получателя поставок зерна из Северной Африки в неурожайный 334 год до н. э. Царь Эпира Александр сражался с самнитами, брал города в Италии, но в 331 году до н. э. погиб в бою. С 334 года до н. э. и некоторое время после 331 года до н. э. Клеопатра была регентом при малолетнем Неоптолеме II. Клеопатру, в качестве правящей царицы Эпира, упоминали афинские ораторы. Эсхин в одной из речей вспоминал об афинском посольстве, которое должно было выразить ей соболезнование в связи со смертью супруга. Ликург в речи «Против Леократа» называл обвиняемого купцом, который возил «хлеб из Эпира от Клеопатры в Левкаду и оттуда в Коринф».
По мнению Э. Кэрни, взаимоотношения между Александром Македонским и Клеопатрой можно охарактеризовать как близкие. Плутарх писал, что после взятия Газы Александр отправил значительную часть военной добычи сестре. Согласно историку Мемнону Гераклейскому, тиран Гераклеи Понтийской Дионисий оказал Клеопатре какие-то услуги, после чего она ходатайствовала за него перед братом. Даже когда Клеопатра завела любовника, Александр, согласно Плутарху, не только не рассердился, но и сказал, что «нужно же и ей извлечь пользу из царского сана». По одной из версий, Клеопатра при жизни Александра повторно не выходила замуж, так как не хотела терять власть в Эпире.
Эпирский обычай, в отличие от Македонии, дозволял женщине держать власть, пока её сын подрастает. Клеопатра оставалась правительницей Эпира семь лет, вплоть до 324 года до н. э., когда её мать Олимпиада вернулась в Эпир из-за разногласий с Антипатром, наместником Македонии. Хотя, возможно, Олимпиада покинула Македонию ещё раньше. По одной версии, властолюбивым матери и дочери было не ужиться в маленьком царстве, и Клеопатра переехала в Македонию. Также существует версия, что переезд Клеопатры в Македонию не был связан с её конфликтом с Олимпиадой, а произошёл по обоюдному согласию. Олимпиада становилась регентом в Эпире, а Клеопатра перенимала её, не до конца понятно какие, функции в Македонии. Данная ситуация нашла отображение в жизнеописании Александра Плутарха: «В это же время Олимпиада и Клеопатра окончательно рассорились с Антипатром и поделили царство между собой: Олимпиада взяла себе Эпир, а Клеопатра — Македонию. Узнав об этом, Александр сказал, что мать поступила разумнее, ибо македоняне не потерпят, чтобы над ними царствовала женщина». Также в пользу отсутствия конфликта между Клеопатры с матерью свидетельствуют их совместные действия после смерти Александра Македонского в Вавилоне в 323 году до н. э.

### Невеста диадохов
Предположительно, сразу после смерти Александра Клеопатра вернулась в Эпир. В последующем противостоянии диадохов Олимпиада и Клеопатра нуждались в союзниках, так как их собственных военных сил и финансовых ресурсов для борьбы за власть было явно недостаточно. Их мог обеспечить брачный союз Клеопатры с кем-либо из влиятельных военачальников Александра. Согласно античным источникам, практически одновременно сатрапу Геллеспонтской Фригии Леоннату было сделано два предложения. Антипатр предложил ему в жёны свою дочь. Также свою руку Леоннату предложила Клеопатра. Историки по-разному оценивают действие Клеопатры. Р. М. Эррингтон считал, что оно являлось ответным действием на желание Антипатра породниться с влиятельным военачальником. Леоннат был не только знаком с Клеопатрой с детства, но и являлся её дальним родственником. По мнению Э. Кэрни, гипотетический брак с сестрой Александра мог создать Леоннату множество врагов среди других диадохов. Также историк отмечает престиж царевны, который позволял ей самой, а не через родственников заниматься вопросами своей свадьбы. Одновременно гипотетическое брачное предложение со стороны кого-либо из военачальников Александра к сестре недавно умершего царя могло создать ему больше проблем, чем принести выгод. Поэтому женщина была вынуждена сама проявлять инициативу в этом вопросе. Вопрос относительно того, почему Клеопатра выбрала в женихи именно Леонната, остаётся нерешённым. Историк И. Г. Дройзен предположил, что таким образом она хотела подорвать влияние и свергнуть своего врага Антипатра. Данная гипотеза не выглядит убедительной, так как Леоннат помогал Антипатру в Ламийской войне. Кроме того, для такой цели Клеопатра могла подобрать более влиятельного военачальника. Как бы то ни было, вскоре Леоннат погиб.
После смерти Леонната между двумя наиболее влиятельными военачальниками Александра, наместником Македонии Антипатром и регентом Македонской империи Пердиккой, начались переговоры о создании союза. Его должен был закрепить брак Пердикки с дочерью Антипатра Никеей. Согласно мнению историка И. Г. Дройзена, инициатором переговоров был Пердикка. Брат Никеи Иолла и Архий в 322 году до н. э. доставили девушку для предстоящей свадьбы в Вавилон. Данный брак противоречил интересам матери Александра Олимпиады. Для того чтобы расстроить свадьбу и союз двух наиболее влиятельных персоналий в Македонской империи, она предложила Пердикке жениться на Клеопатре. Брат Пердикки Алкета советовал отдать предпочтение Никее, в то время как один из приближённых регента Эвмен — Клеопатре. Брак с дочерью Филиппа II и сестрой Александра мог легитимизировать притязания Пердикки на царский трон. В античных источниках имеются определённые разночтения относительно свадьбы Пердикки с Никеей. Согласно Юстину, брак не состоялся, Диодору Сицилийскому и Арриану — Пердикка на короткое время женился на Никее, однако затем развёлся, чтобы взять в жёны Клеопатру. Инцидент стал формальным поводом к Первой войне диадохов (322—321 либо 321—320 годы до н. э.), во время которой Пердикка погиб. По мнению А. С. Шофмана, Пердикка намеревался жениться на Клеопатре, после того как победит Птолемея. Хоть свадьба не состоялась, Клеопатра незадолго до гибели Пердикки переехала в Сарды, где и провела остаток жизни.

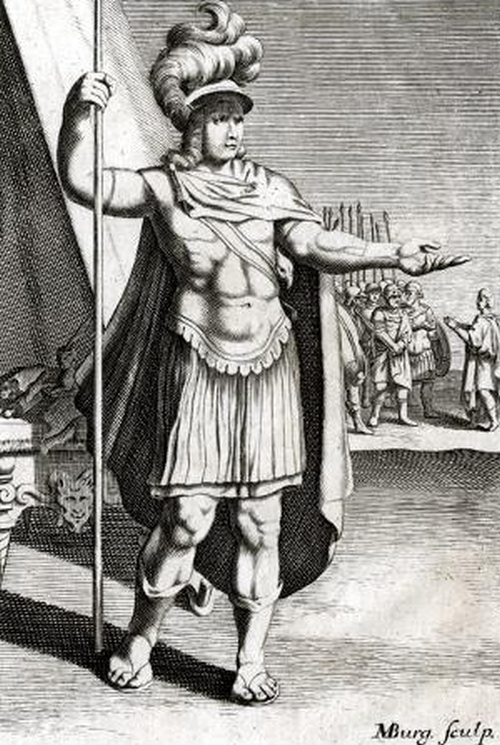
Эвмен предлагал Клеопатре поддержать войну против Антипатра, на что она ответила отказом.
Гравюра Эвмена конца XVII века

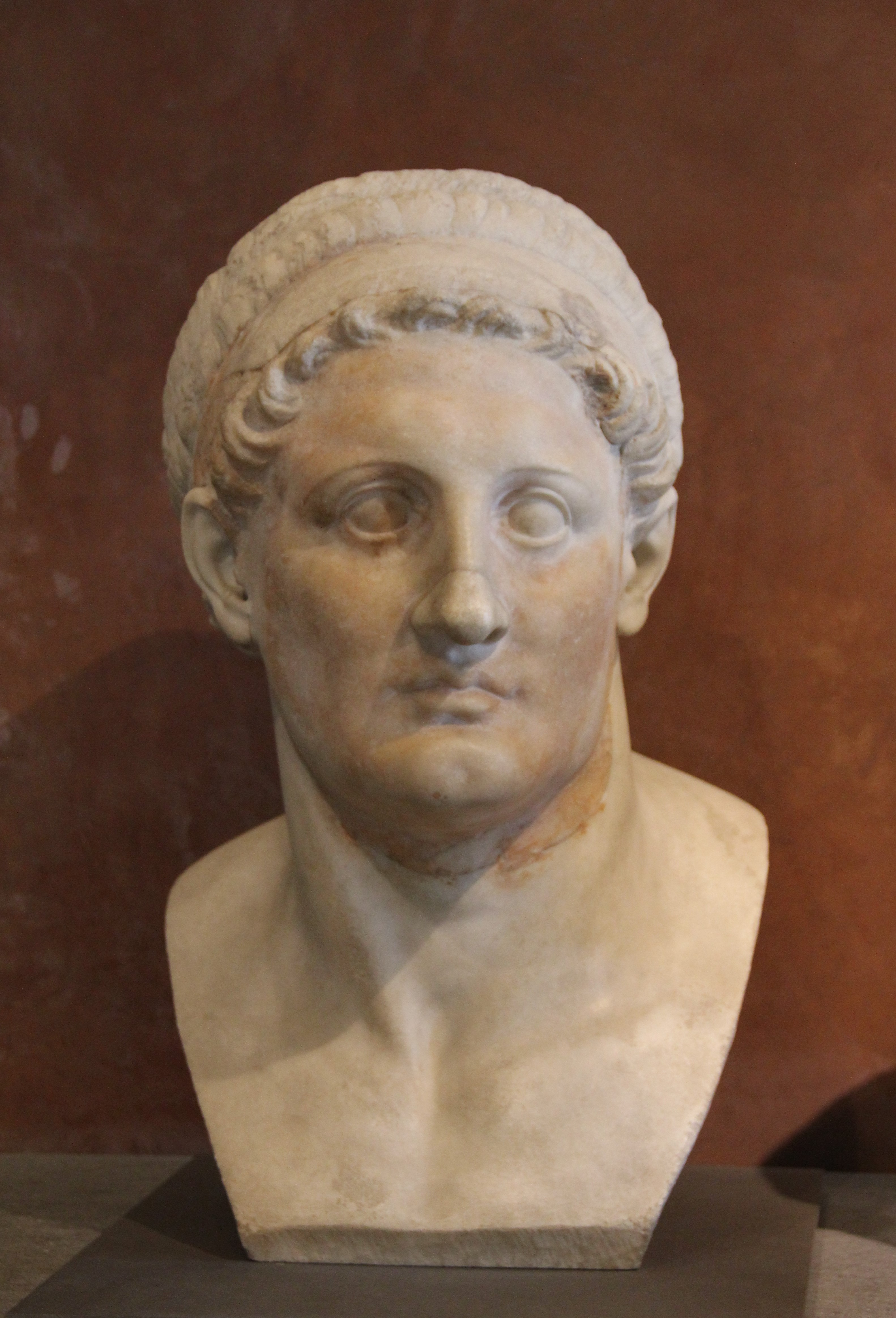
Сатрап Египта Птолемей был одним из многочисленных женихов Клеопатры
Бюст Птолемея. Лувр, Париж

После гибели Пердикки к Клеопатре в Сарды приезжал Эвмен. Этот военачальник во время Первой войны диадохов поддерживал Пердикку, а после его гибели продолжил вести военные действия против победившего Антипатра. Эвмен надеялся, что дочь Филиппа II и сестра Александра Македонского поддержит его и тем самым вдохновит рядовых македонских воинов на борьбу с новыми правителями Македонской империи. Клеопатра ответила отказом. Согласно Плутарху, она боялась гнева и силы Антипатра, либо, по мнению Арриана, не хотела спровоцировать гражданскую войну. Возможно, Клеопатра не верила в победу Эвмена и не захотела связывать своё имя с проигравшей стороной. Вскоре в Сарды прибыл Антипатр, который вместо похвалы за отказ Эвмену обвинил женщину в дружбе с Пердиккой и его военачальниками. Согласно Арриану, Клеопатра в свою очередь высказала ряд обвинений в сторону Антипатра, однако в конечном итоге обе стороны примирились. Возможно, Антипатр перед лицом возбуждённого войска не рискнул причинить какой-либо вред сестре Александра. Э. Кэрни подчёркивает, что хоть Антипатр и не убил Клеопатру, она потеряла самостоятельность и стала почётной пленницей в Сардах, которые находились под контролем Антигона. Теоретически Клеопатра могла переписываться с матерью, но уже не имела возможности покинуть город по своему усмотрению.
Диодор Сицилийский утверждал, что к Клеопатре сватались Кассандр, Лисимах, Антигон и Птолемей. Однако Клеопатра до конца жизни оставалась незамужней вдовой. Согласно образному выражению А. С. Шофмана, «вдовствующая сестра Александра … мечтала вступить в новый брак с преуспевающим, перспективным полководцем её брата и, таким образом, достигнуть господства в Македонии. Однако свое намерение Клеопатра не смогла осуществить, хотя каждый из полководцев её брата почитал за честь принять такое предложение, которое приблизило бы его к македонскому трону». Историк считал, что в Кассандре Клеопатра видела врага своего рода, Антигон был стар. По мнению Я. Зайберта, интерес Кассандра к женитьбе с Клеопатрой относился к периоду до смерти Антипатра и однозначно до его свадьбы с другой сестрой Александра Фессалоникой. Таким образом, Кассандр и/или Антипатр хотели завершить вражду между домами и упрочить своё положение. Птолемей был женат на любимой им Беренике и рассматривал брак с 40-летней Клеопатрой в качестве династического. Возможно, после свадьбы с Клеопатрой Птолемей намеревался объявить себя царём. В промежутке между 309 и 307 годами до н. э., когда в ходе очередной войны диадохов в Эгейском море появился флот Птолемея, Клеопатра сделала неудачную попытку бежать к нему из Сард. После этого наместник Сард, «по приказу правителя [Антигона] предательски довёл её до смерти, через посредство некоторых женщин». Антигон не хотел, чтобы убийство сестры Александра связывали с его именем, в связи с чем приказал организовать пышные похороны Клеопатры и казнил несколько её служанок по обвинению в гибели госпожи.

## В литературе
Смерть Клеопатры является одной из сюжетных линий романа Л. Р. Вершинина «Время царей». Также Клеопатра является действующим лицом исторических художественных произведений об Александре Македонском «Сын Зевса» Л. Ф. Воронковой, «Небесное пламя» М. Рено.

### Исследования
- Дройзен И. Г. История эллинизма. — Ростов-на-Дону: Феникс, 1995. — Т. 2. — 544 с. — ISBN 5-85880-079-3.
- Киляшова К. А. Политическая роль женщин при дворе македонских царей династии Аргеадов. Диссертация на соискание учёной степени кандидата исторических наук / Научный руководитель доктор исторических наук, профессор Э. В. Рунг. — Казань: Казанский (Приволжский) федеральный университет, 2018.
- Самохина Г. С. Семьдесят лет научной дискуссии: к хронологии эпохи диадохов // Мнемон: исследования и публикации по истории античного мира. — 2006. — № 5. — С. 511—542. — ISSN 1813-193X.
- Сивкина Н. Ю. Роль свадебной церемонии в эллинистической Македонии // Этническая культура. — 2022. — Т. 4, № 4. — С. 25—28. — ISSN 2713-1696.
- Шахермайр Ф. Александр Македонский. — Ростов н/Д.: Феникс, 1997. — 576 с. — ISBN 5-85880-313-Х.
- Шофман А. С. Распад империи Александра Македонского / Печатается по постановлению редакционно-издательского совета Казанского университета. Отв. редактор В. Д. Жигунин. — Казань: Издательство Казанского университета, 1984.
- Billows R. Antigonos the One-eyed and the Creation of the Hellenistic State (англ.). — Berkeley; Los Angeles; London: University of California Press, 1997. — ISBN 0-520-06378-3.
- Carney E. D. Women and Monarchy in Macedonia (англ.). — Norman: University of Oklahoma Press, 2000. — ISBN 0-8061-3212-4.
- Carney E. D. Olympias. Mother of Alexander the Great (англ.). — New York • London: Routledge, 2006. — 221 p. — (Women of the ancient world). — ISBN 0-415-33316-4.
- Hammond N. G. L., Griffith G. T., Walbank F. W. A History of Macedonia (англ.). — Oxford: Clarendon Press, 1988. — Vol. III: 336-167 B.C.. — ISBN 0-l9-814814-1.
- Heckel W. Who's Who in the Age of Alexander the Great: Prosopography of Alexander's Empire (англ.). — Malden; Oxford; Carlton: Blackwell Publishing, 2006. — ISBN 1-4051-1210-7.
- Heckel W. Who's Who in the Age of Alexander and his Successors. From Chaironea to Ipsos (338—301 BC) (англ.). — Barnsley: Greenhill Books, 2021. — 554 p. — ISBN 978-1-78438-648-1.
- Kingsley B. M. Harpalos in the Megarid (333-331 B.C.) and the Grain Shipments from Cyrene (S.E.G. IX 2 + = Tod, Greek Hist. Inscr. II No. 196) (англ.) // Zeitschrift für Papyrologie und Epigraphik. — Dr. Rudolf Habelt GmbH, 1986. — Vol. 66. — P. 165—177. — JSTOR 20186533.
- Lightman M., Lightman B. Nicaea (I) // A to Z of Ancient Greek and Roman Women (англ.). — rev. ed. — New York: Facts on File, 2008. — P. 233. — ISBN 0-8160-6710-4.